# Francisco Narbona

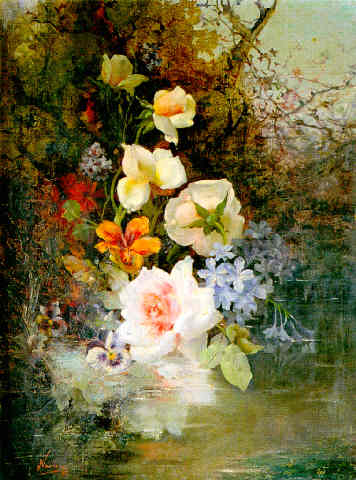
Flores en un paisaje (1885) por Francisco Narbona.

Francisco Narbona Beltrán (Sevilla, 1861-1928) fue un pintor sevillano discípulo de Eduardo Cano. Inició sus estudios artísticos en Sevilla a los 14 años. En 1887 recibió una beca de la Diputación Provincial para continuar su formación en Roma, en esta ciudad recibió clases de José Villegas Cordero y se interesó por la pintura histórica.
Tras volver a España, se afincó en Madrid durante varios años, para más tarde volver a Sevilla donde obtuvo en 1901 el puesto de profesor en la escuela de Bellas Artes, uno de sus discípulos fue el pintor Manuel González Santos.
Se dedicó principalmente al retrato y a cuadros con motivos florales. Entre sus lienzos más conocidos se encuentra el retrato que realizó de Luis Montoto en 1917 y el óleo titulado Alegoría festiva sevillana que sirvió como motivo para realizar un cartel anunciador de las fiestas primaverales del año 1896. Su obra puede contemplarse en el Museo de Bellas Artes de Sevilla.